# Дьяконовы
Дьяконовы —  дворянские роды.
Определением Герольдии (27 июля 1844), утверждено постановление С.-Петербургского дворянского депутатского собрания от 19 февраля того же года, о внесении в третью часть дворянской родословной книги статского советника Александра Алексеева Дьяконова, по личным заслугам, с женою его второго брака Еленой Ивановной и детьми его, сыновьями: Сергеем, Иваном, Николаем, Михаилом, Александром и Владимиром и дочерью Марией (Герб. XIII, 80).
Другой род Дьяконовых — потомство Ивана Дьяконова, жалованного (30.05.1833) дипломом на потомственное дворянское достоинство.

## История рода
Григорий Дьяконов владел поместьем в Каширском уезде (ранее 1578). Василий Михайлович служил в детях боярских по Лебедяни (1623), там же вёрстаны новичными окладами Покидко Михайлович и Фрол Иванович. Гаврила Утешев и Андрей Якимов верстаны новичными окладами по Мценску (1628). Фёдор Дьяконов подьячий в Олонце (1672), Иван в Тобольске (1688). Филипп Тихонович служил в рейтарах по Туле (1679).

## Описание гербов

#### Герб Дьяконовых 1785г.
В Гербовнике Анисима Титовича Князева 1785 года имеются изображения трёх гербов представителей рода Дьяконовых, ничего не имеющих общего с официально утвержденными гербами:
1) Герб Алексея Степановича Дьяконова: в овальном щите имеющим серебряное поле изображен золотой коронованный гриф, стоящий на задних лапах, обращенный влево. Щит увенчан дворянской короной (без дворянского шлема). По бокам щита изображены: справа две трубы, а слева знамя. По бокам пальмовые ветви.
2) Герб Ивана Григорьевича Дьяконова: щит разделен горизонтальной чертой на две части и нижняя часть поделена вертикальной чертой пополам. В верхней части имеющей серебряное поле изображен золотой лапчатый крест. В нижней правой части имеющей белое поле изображена серая фигура (лев?) стоящая на задних лапах, обращенная влево. В левой нижней части имеющей зеленое поле изображен старинный золотой циркуль с серебряными концами. Щит увенчан дворянским шлемом (без короны) на котором стоит человек держащий в руках строительные предметы (?). Намёт: цветовая гамма не определена, а также в изображении намета присутствует ветви дерева.
3) Герб Николая Григорьевича Дьяконова: герб принадлежит какой-либо фамилии, происходящей из Стародубских князей и приписан Дьяконовым ошибочно.

#### Диплом 30 мая 1833г.
Герб Ивана Дьяконова: щит разделен горизонтальной чертой пополам и нижняя часть разделена вертикальной чертой на две половины. В верхнем синем поле, изображен золотой рог изобилия с цветами. В нижней правой части, в зеленом поле, три золотые пчелы (одна вверху, а две внизу). В нижней левой части, в серебряном поле журавль, держащий в правой лапе камень.

#### Герб. Часть XIII. № 80.
В лазоревом щите мальчик в серебряном одеянии и в золотых сапогах, опирается правой рукой на золотой якорь, левой — держит над головой золотую дворянскую корону.
Щит увенчан дворянским коронованным шлемом. Нашлемник: три страусовых пера: среднее — серебряное, крайние — лазоревые. Намёт: лазоревый с серебром.